# Rutger Fuchs

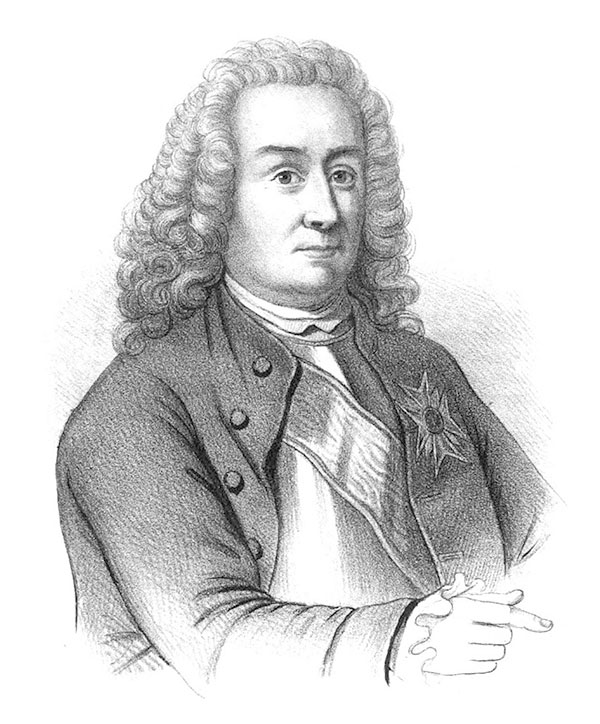
Rutger Fuchs

Rutger Freiherr Fuchs (* 12. April 1682 in Malmö; † 10. April 1753 in Stockholm) war ein schwedischer Generalmajor, Ritter des Seraphinenordens, Kommandeur des Schwertordens und Oberstatthalter.

## Leben
Er war der Sohn des Oberstleutnants Christian Fuchs. Dieser kam im Jahr 1648 nach Schweden und wurde Kommandant in Malmö. Die Mutter war Susanna Eleonora Lejonsten.
Rutger Fuchs begann seine militärische Laufbahn im Jahr 1699, wurde im Jahr 1704 Hauptmann und verrichtete seinen Dienst bis 1707 in den schwedischen Ostseeprovinzen in Finnland und im Anschluss daran in Schweden. Fuchs wurde im Jahr 1710 Major im Dalregiment und stieg dort im Jahr 1712 zum Oberstleutnant auf. Im selben Jahr folgte er Magnus Stenbock nach Deutschland. In der Schlacht bei Gadebusch kommandierte er das gesamte Dalregiment. In dieser Schlacht wurde er so schwer verwundet, dass er gezwungen war, ein Jahr an Krücken zu gehen. Im Jahr 1716 nahm er an dem Feldzug Karl XII. gegen Norwegen teil. Im selben Jahr wurde er geadelt und zum Oberst befördert, zuerst im Dalregiment und dann im Södermans Regiment. Er nahm auch am zweiten Feldzug im Jahr 1718 gegen Norwegen teil. Nach seiner Heimkunft gelang ihm das größte Kunststück seiner militärischen Laufbahn. Mit seinem Regiment, welches aus 700 bis 800 Soldaten bestand, zog er am 13. August 1719 in das Gefecht bei Södra Stäket. Dort wurde eine russische Übermacht, die versuchte Stockholm einzunehmen, von den schwedischen Verteidigern zurückgeschlagen. Dies geschah im Rahmen der Russischen Verwüstungen in Schweden in den Jahren 1719 bis 1721. Für diese Leistung wurde Fuchs zum Freiherren ernannt und zum Generalmajor befördert.
In den nächsten Jahren widmete sich Fuchs ganz der politischen Arbeit. Er schloss sich dabei den Ideen von Arvid Horn an. Die kriegerische Stimmung, die sich in den 1730er-Jahren entwickelte, beeinflusste auch den alten Krieger. Beim schwedischen Reichstag 1738 bis 1739 schloss sich Fuchs der „Hütepartei“ (schwedisch Hattpartiet) an. Dort arbeitete er an einem Verteidigungsplan mit, der die Regierung bemächtigte, unter gewissen Umständen, Russland den Krieg zu erklären. Im Jahr 1739 wurde Rutger Fuchs, auch auf Druck der Stände hin, zum Oberstatthalter von Stockholm ernannt. Es dauerte nicht lange, bis Fuchs sich von der Partei der Hüte trennte und bereits 1740 trat er sehr entschieden gegen die Kriegspolitik auf. Während des folgenden Wahlkampfs trat er in der Mössorna-Partei, als leitendes und sehr angesehenes Mitglied, auf.
Rutger Fuchs war drei Mal verheiratet, doch die Ehen blieben kinderlos. Er starb 1753 in Stockholm und wurde in der Riddarholmskyrkan beigesetzt.
Zu seinem Gedenken wurden mehrere Straßen im Großraum Stockholm nach ihm benannt, zum Beispiel die Rutger Fuchsgatan in Södermalm und der Rutger Fuchsvägen in Saltsjöbaden.